# Estrela Cadente (escola de samba)
CRCAES Estrela Cadente é uma escola de samba da Zona Leste da cidade de São Paulo. Foi fundada em 2001 por Ricardo Estrela, Álvaro Fumaça, Filinho, Matozo.

## História
Ricardo Estrela veio da Baixada Santista para São Paulo e realizou o sonho de montar a agremiação no bairro Cidade Tiradentes, juntando-se aos sambistas da região para assim formar uma escola de samba.
Seu primeiro desfile ocorreu no ano de 2002, onde foi consagrada Campeã com o enredo  “Criança – Paz e esperança na magia do mundo infantil”, porém, segundo o regulamento, teria que somar pontuação durante 3 anos para ter acesso ao Grupo III. Obtendo boas colocações no seu início, a Estrela Cadente cresceu muito rapidamente. 
Em 2006 foi Campeã com enredo em homenagem ao bairro Cidade Tiradentes, surpreendendo por obter o maior número de componente no grupo. Neste mesmo ano a escola contou com a presença de Bruno Covas, neto do fundador do bairro, que desfilou no carro abre alas. 
Em 2010, por ter feito pontuação menor do que descrito em regulamento, a escola foi suspensa pela UESP por 5 anos. Retornando ao carnaval  em 2016, com um novo quadro de diretores e o enredo "Respeitável público. Abre os portais da magia para o grande picadeiro místico", conquistando a 4ª posição. 
Em 2017, com o enredo "A Estrela Cadente chegou... Então faça o seu pedido", conquistou a 7ª posição. Em 2018, com o enredo "Oceanus, a Epopeia dos Mares", conquistou a 6ª posição.
No ano de 2023, apresentou o enredo "Água, Dádiva da vida". Após um mau resultado, devido a falta de componentes, a escola foi penalizada com a suspensão por 1 ano, retornando apenas no carnaval de 2025.

## Carnavais
| Ano  | Colocação | Grupo | Enredo | Carnavalesco | Intérprete | Ref.        |
| ---- | --- | --- | --- | --- | --- | ----------- |
| 2016 | 4º lugar | 4-UESP | Respeitável público, abre os portais da magia para o grande picadeiro mistico                                          | Dario Nascimento | André Menezes |             |
| 2017 | 7º lugar | 4-UESP | A Estrela Cadente chegou... Então faça seu pedido                                                                      | Dario Nascimento | André Menezes |             |
| 2018 | 6º lugar | 4-UESP | Ocenus, a Epopeia dos Mares                                                                                            | Dario Nascimento | André Ricardo | [ 1 ]       |
| 2019 | 12º Lugar | Acesso 2 de Bairros | Deixa a Tristeza pra Lá, eu Quero é ser Feliz!                                                                         | Nathan Vinicius | André Ricardo | [ 2 ]       |
| 2020 | 8º Lugar | Acesso 3 de Bairros | Na passarela do Samba de Jorge Ben, o Samba Rock é a Estrela Principal!                                                | Dario Nascimento | André Ricardo | [ 3 ]       |
| 2021 | Inicialmente adiados para o mês de julho, os desfiles do Carnaval 2021 foram cancelados devido a pandemia de Covid-19. | Inicialmente adiados para o mês de julho, os desfiles do Carnaval 2021 foram cancelados devido a pandemia de Covid-19. | Inicialmente adiados para o mês de julho, os desfiles do Carnaval 2021 foram cancelados devido a pandemia de Covid-19. | Inicialmente adiados para o mês de julho, os desfiles do Carnaval 2021 foram cancelados devido a pandemia de Covid-19. | Inicialmente adiados para o mês de julho, os desfiles do Carnaval 2021 foram cancelados devido a pandemia de Covid-19. | [ 4 ]       |
| 2022 | 7º Lugar | Acesso 3 de Bairros | As sete estrelas da linha da Umbanda, meu terreiro de bamba!                                                           | Dario Nascimento | André Ricardo | [ 5 ] [ 6 ] |
| 2023 | 13º Lugar | Acesso 3 de Bairros | Água, Dádiva da vida                                                                                                   | Alexandre | André Ricardo | [ 7 ]       |